# Hedotettix albipalpulus
Hedotettix albipalpulus är en insektsart som beskrevs av Zheng, Z. och L. Xie 2000. Hedotettix albipalpulus ingår i släktet Hedotettix och familjen torngräshoppor. Inga underarter finns listade i Catalogue of Life.